# رفيع أباد (هرازبي الجنوبي)
رفیع أباد (بالفارسية: رفیع آباد) هي قرية تقع في إيران في قسم هرازبي الجنوبی الريفي. يقدر عدد سكانها بـ 528 نسمة .